# 댄디 (프로게이머)
댄디(본명: 최인규, 1994년 1월 3일 ~ )는 대한민국의 전직 리그 오브 레전드 프로게이머이다. 프로게임단 지도자로 활동하고 있다. 선수 시절 아이디는 DanDy이며 포지션은 정글이었다. 현재 한화생명 e스포츠의 감독을 맡고 있다.

## 선수 시절
2012년 슈퍼스타라는 팀에서 프로 생활을 시작했다.
2012년 5월, MVP 오존에 입단했다. 서머 시즌 NLB에 출전했으며 팀의 NLB 우승에 기여했다.
2012-2013 윈터 시즌 롤챔스 본선에 진출하였으며 마타와 호흡을 맞추면서 좋은 모습을 보여주었다. 서머 시즌에서는 펜타킬을 기록하기도 했다. 서머 시즌 팀의 3위를 기여했다. 롤드컵에 출전했지만 롤드컵에서는 부진한 모습을 보여주었다.
2013-2014 윈터 시즌에서는 부진한 모습을 보여주었다. 팀은 결승에 진출했지만 준우승에 머물렀다. 스프링 시즌에서는 좋은 모습을 보여주었다. 서머 시즌에서도 좋은 모습을 보여주면서 팀의 3위에 기여했다. 선발전에서는 벵기를 상대로도 좋은 모습을 보여주면서 팀의 롤드컵 진출에 기여했다. 롤드컵 무대에서 좋은 모습을 보여주면서 팀의 롤드컵 우승을 이끌었다.
2015시즌을 앞두고 비시 게이밍에 입단했다. 2015 서머 시즌에서는 탑으로 포지션을 바꾸면서 출전하기도 했다. 2016시즌을 앞두고는 정글로 복귀했다. 2016시즌 종료 후 팀에서 퇴단했다.
2017 서머 시즌을 앞두고 e유나이티드에 입단했다. 서머 시즌 좋은 모습을 보여주면서 팀의 준우승에 기여했다. 2017시즌 종료 후 팀에서 퇴단했다.

## 지도자 생활
2019시즌을 앞두고 로열 네버 기브업의 수석코치로 부임했다.
2020시즌을 앞두고 e스타 게이밍의 감독으로 부임했다. 2020시즌 종료 후 감독직에서 물러났다.
2022년 4월, 한화생명 e스포츠의 코치로 부임했다. 2023시즌을 앞두고 팀의 감독으로 부임했다.

## 소속팀

### 선수
| # | 팀명        | 소속 기간             | 소속 리그 | 비고 |
| - | ----------- | --------------------- | --------- | ---- |
| 1 | 슈퍼스타    | 2012                  |           |      |
| 2 | MVP 오존    | 2012.05.07~2014.11.01 | LCK       |      |
| 3 | 비시 게이밍 | 2014.11.27~2016.11.26 | LPL       |      |
| 4 | e유나이티드 | 2017.05.09~2017.11    |           |      |

### 지도자
| # | 팀명             | 직책     | 소속 기간             | 소속 리그 | 비고 |
| - | ---------------- | -------- | --------------------- | --------- | ---- |
| 1 | 로열 네버 기브업 | 수석코치 | 2018.12.19~2019.12.16 | LPL       |      |
| 2 | e스타 게이밍     | 감독     | 2019.12~2020.09.06    | LPL       |      |
| 3 | 한화생명 e스포츠 | 코치     | 2022.04.20~2022.11.22 | LCK       |      |
| 4 | 한화생명 e스포츠 | 감독     | 2022.11.22~           | LCK       |      |

## 수상 내역

### 선수
- 나이스게임TV 리그 오브 레전드 배틀 서머 2012 우승
- 제2회 인벤 LoL AMD 챔피언십 프로팀 최강전 우승
- LoL 마스터즈 2013 우승
- 올림푸스 리그 오브 레전드 챔피언스 스프링 2013 우승
- 판도라TV 리그 오브 레전드 챔피언스 윈터 2013-2014 준우승
- SK텔레콤 LTE-A LoL 마스터즈 2014 우승
- 리그 오브 레전드 월드 챔피언십 2014 우승
- 리그 오브 레전드 챌린저 시리즈 서머 2017 준우승

### 지도자
- 리그 오브 레전드 프로리그 서머 2019 준우승
- 리그 오브 레전드 프로리그 서머 2024 우승